# Convent de Sant Francesc de Benicarló
El Convent de Sant Francesc (Benicarló), està situat al cantó dels carrers Sant Francesc i de la Pau. És una construcció del segle xviii. Des de 2005 és la seu del MUCBE (Centre Cultural Convent Sant Francesc – Museu de la Ciutat de Benicarló).

## Història
El convent el fundà el 15 de juny de 1578 una comunitat de frares franciscans alcantarins, a extramurs de la vila de Benicarló, en el camí de Càlig, i la seua construcció era molt senzilla doncs en 1665 així es fa constar. Amb posterioritat, durant el final del segle xvii i tot el segle xviii es fan importants ampliacions i reformes, que van acabar al voltant de l'any 1791, data inscrita en la façana de l'edifici.
En 1836, la Desamortització de Mendizábal va provocar el desallotjament de la comunitat franciscana, i l'edifici va passar a complir diverses funcions, com escoles d'instrucció pública (1843-1920), hospital de la Caritat (una part), caserna de la Guàrdia Civil de (1923-1973) i, posteriorment, magatzem municipal. L'any 1995, amb la creació d'una Escola Taller, es va iniciar la rehabilitació i la revalorització del seu entorn, amb l'enderrocament d'unes cases que amagaven la façana, i el 25 de juny de 2005 es va inaugurar en l'edifici el Centre Cultural Convent Sant Francesc – Museu de la Ciutat de Benicarló (MUCBE). Finalment l'estiu de 2017 l'església quedava rehabilitada.
Iniciat l'expedient de declaració de monument historicoartístic del convent, este apareix reflectit en la resolució publicada en el BOE de 29 de juliol de 1982. El Decret 169/2007, de 28 de setembre, del Consell, declara el convent com a Bé d'Interès Cultural, i el cataloga de monument.

## Arquitectura

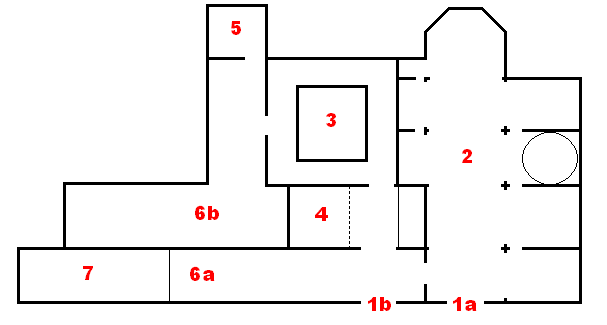
Planta del Convent.
Parts: 1a. Porta de l'església, 1b. Porta del Convent, 2. Església. 3. Claustre, 4-5. Escales, 6a-6b. Dependències conventuals, 7. Lògia

### Estructura
El convent i el seu hort, avui desaparegut, ocuparien una extensió propera als 2.000 m², dels quals l'edificació cobrix uns 800 m². L'organització del convent s'articula al voltant d'un menudet claustre. En un dels seus laterals se situa l'església i, voltant el claustre pels altres dos costats, dos naus allargades servien de dependències conventuals, on la primera d'elles, tranversal a l'església, prolonga la façana principal. Estes naus, de tres plantes, excepte a l'extrem esquerre de la façana que es recreix a una quarta planta, lògia que va ser construïda com a graner.
La fàbrica de tot el conjunt és de maçoneria amb morter de calç, excepte el claustre que està fet amb maons. Els cantons estan reforçats amb carreus i els murs tenen bons fonaments. Els forjats són de bigues de fusta i revoltons. El cobert es cobrix de teulada excepte una part de terrassa.

### Església
L'església és d'una sola nau, de 20 m de llargària, dividida en quatre trams per arcs de mig punt que mouen de pilastres adossades, amb llunetes i amb un presbiteri pentagonal. En el primer tram se situa un cor alt sobre forjat pla, cobert amb una volta aparedada. El segon tram es cobrix amb una volta d'aresta, els dos següents, per volta de canó i, l'absis, per volta d'aresta sexpartita. Al costat de l'Epístola es troba la capella de la Comunió, coberta amb cúpula, i altres dependències. Les arcades laterals superen en altura a les pilastres, per damunt de l'entaulament, per a intentar reproduir l'espai de l'antic temple, i idèntic motiu mou la construcció del presbiteri pentagonal, en record de l'antiga capella major.

### Façana

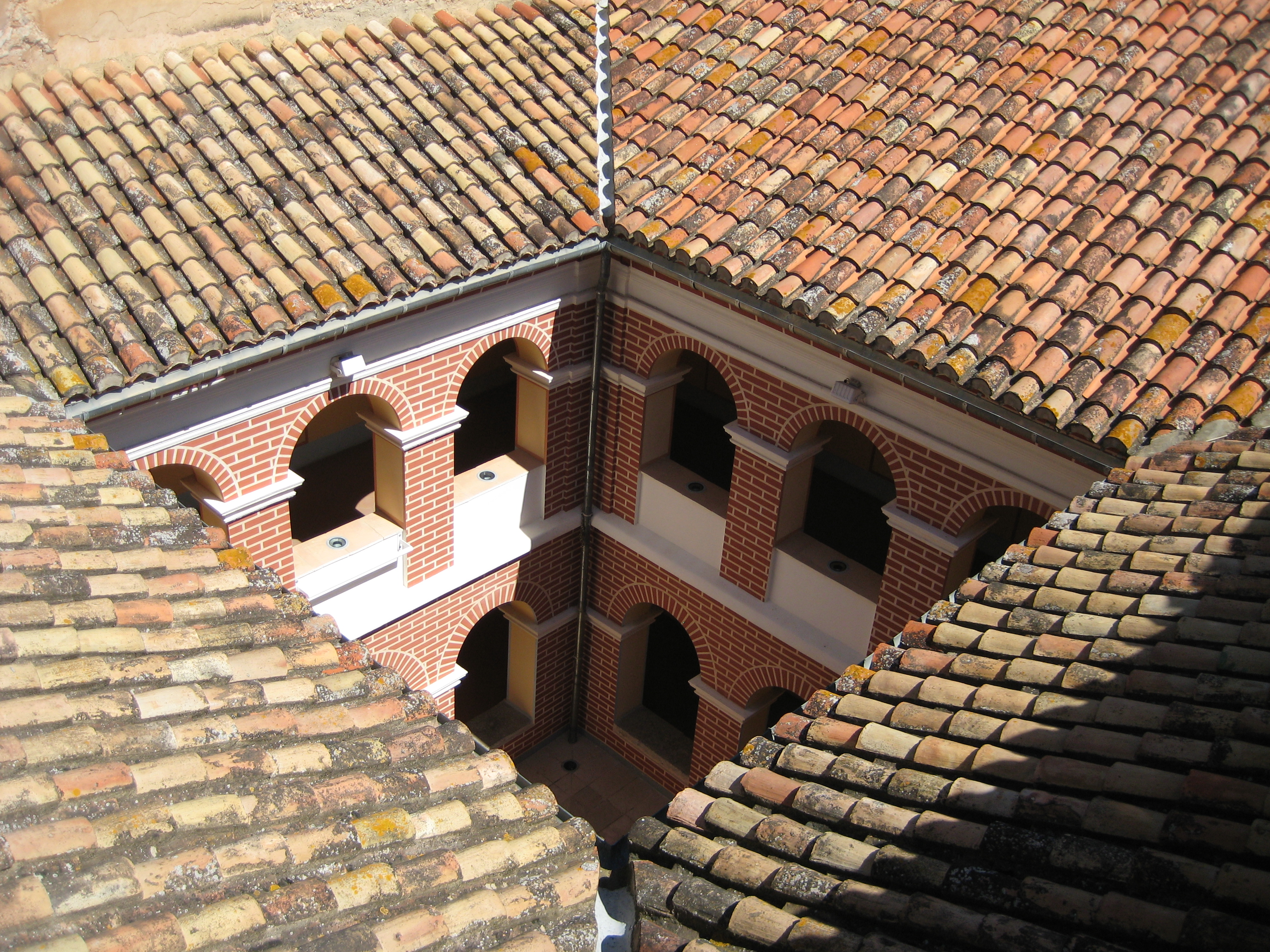
Claustre

La façana de l'església està centrada en una porta senzilla amb llinda i brancals de carreus, i al damunt, fins a la cornisa, una fornícula menuda amb imatge del sant titular, una gran finestra rectangular, un rellotge de sol i un ull de bou. Cornisa mixtilínia motlurada rematada amb boles i piràmides, i coronada en el centre per una elegant espadanya. Esta façana es prolonga al llarg de tota la nau davantera del convent, amb una longitud total de 53,5 m.

### Claustre
El claustre, de dos altures, fet amb maons, està cobert per volta d'aresta, i té tres arcs de mig punt a cada costat, que mouen de grans pilars.